# Patrick Catuz
Patrick Catuz (* 1985 oder 1986) ist ein österreichischer Künstler, Kultur- und Filmwissenschafter und Produzent feministischer Pornographie und lebt in Wien.

## Tätigkeiten

### Wissenschaftliche Tätigkeit
Patrick Catuz veröffentlichte 2013 eine Monographie über Perspektiven feministischer Pornoindustrie unter dem Titel Feminismus fickt! Er reflektiert darin die Entstehung des Nischenmarktes und der voranschreitenden Kommerzialisierung und bringt diese Aspekte in Verbindung mit seinen Erfahrungen in der Industrie. Er lehrte zu dem Thema zwei Jahre an der Universität für künstlerische und industrielle Gestaltung Linz, hält regelmäßig Vorträge auf Konferenzen und veröffentlicht Texte in der Fachzeitschrift Porn Studies.

### Aktivismus
Er erreichte 2015 mit einem Flüchtlingskinder-Projekt und der Aktion 99 Probleme aber ein Flüchtling ist keins kurzweilig Platz zwei der österreichischen FM4 Charts. Durchgeführt hat er es mit dem Linzer Rapper Willi Ban.

### Pornoproduktionen
2015 bekannte er sich mit seinem Vortrag I am a Man. I am a Feminist. I do Porn. in einem TedX Talk in Klagenfurt öffentlich zum Feminismus und diskutierte die Beweggründe, diesen als Mann zu unterstützen und doch gleichzeitig die im Feminismus kontrovers behandelte Pornographie aktiv zu betreiben.  In  der „klassischen“ Pornobranche nehmen seiner Annahme zufolge ausschließlich Männer wichtige Positionen ein und „bringen somit oft eine männliche Machtperspektive in die Filme mit rein, aus der Frauen ausgeschlossen sind“. Seine Arbeit habe daher einen „politischen, aufklärerischen Aspekt“.
Catuz arbeitete ein Jahr lang als Produktionsassistent bei Erika Lust in Barcelona und betrieb von 2016 bis 2022 die feministische Pornoproduktionsfirma Arthouse Vienna, zusammen mit der ehemaligen Opernsängerin Adrineh Simonian. Catuz produzierte laut Eigenaussage „experimentelle, künstlerische Pornographie“, laut der Tageszeitung Kurier hingegen „feministische Pornos“. Es ist die erste und einzige Pornofirma Österreichs, die sich im Kontext alternativer oder feministischer Pornographie bewegt.

## Veröffentlichungen
- Feminismus fickt! Perspektiven feministischer Pornographie. Lit Verlag, 2013, ISBN 978-3-643-50521-7.

## Musikvideos
- 2015: 99 Probleme, aber ein Flüchtling ist keins

## Filme (Auswahl)
- 2016: Food Porn (for realz)
- 2018: A fully furnished Threesome
- 2018: Blind Date – Im Wiener Museumsviertel